# Île Hutchinson
Pour les articles homonymes, voir Hutchinson.
L'île Hutchinson, en anglais Hutchinson Island, est une île fluviale américaine située sur le Savannah, dans le nord de l'État de Géorgie, à proximité immédiate de la frontière avec la Caroline du Sud. Elle relève administrativement du comté de Chatham, dont le siège est la ville de Savannah, située en face de l'île sur la berge sud du fleuve. Elle est d'ailleurs directement liée au centre-ville par un pont, le Talmadge Memorial Bridge.